# 我就要你好好的
是2016年一部由西亞·夏拉克執導、喬喬·莫伊絲改編自自己2012年同名小說的英美浪漫愛情電影。電影由艾米莉亞·克拉克、山姆·克萊弗林、珍娜·科爾曼、查爾斯·丹斯、珍妮特·麥提爾和布蘭登·柯伊爾共同演出。故事講述工薪階層家庭出身的年輕女子露伊莎·克拉克，受聘擔任因為意外造成全身癱瘓的年輕企業家威爾·崔納的看護，兩者在相處過程中延伸的感情和際遇。
電影2016年6月3日在美國首映，獲得外界反應不一的評價，媒體與評論家稱讚艾米莉亞·克拉克與山姆·克萊弗林的演出表現，但指謫電影涉及身心障礙敏感議題的橋段冒犯障礙人士，儘管評價褒貶不一，但全球票房達到2.08億美元。

## 劇情
露伊莎·克拉克（艾米莉亞·克拉克 飾）是個開朗外向的25歲女孩，她的一家都是工薪階層家庭，他們一起生活並互相支持。在她被工作了六年的咖啡店解僱後，機緣下成為了一位看護，負責照料威爾·崔納（山姆·克拉弗林 飾）。威爾曾是個成功的年輕企業家，曾活躍於各種運動，但兩年前的摩托車意外導致全身癱瘓。露伊莎對照顧別人並沒有任何經驗，不過威爾的母親相信她活潑的個性會有助威爾燃起鬥志。威爾只會花時間跟照顧他的護士納森（史提夫·皮科克 飾）在一起，納森知道威爾脊髓受損，永遠無法康復。納森協助其一切物理上的事情，例如移動、運動和穿衣。
威爾因為再也不能過著積極的生活而變得憤世嫉俗及沮喪，他最初總以冷漠和輕視的態度來應付露伊莎的熱情。兩星期後，威爾探訪他從前的挈友魯伯特跟前女友艾莉西亞，二人表示他們訂婚了。回家後，威爾憤怒得把梳妝台上的所有照片全部粉碎掉，翌日露伊莎試圖把照片修復，導致二人之間發生口角。翌日，威爾要求露伊莎跟他一起看一部帶有字幕的電影，她接受這提議。不久，露伊莎跟威爾的關係越來越接近，繼而成為好友，二人每天都談天；她知道威爾的文化及世界觀，以及交遊廣闊。相比之下，露伊莎的生活很簡單，沒有什麼興趣和嗜好，也沒有遠離家人。她有一個穩定但不貼心的男朋友派翠克（馬修·路易斯 飾），他熱愛馬拉松並正在參加挪威的維京鐵人三項賽訓練當中，他經常需要都在跟她共度時光與愛好之間作出抉擇。威爾敦促露伊莎要開闊視野，並告訴她指她自己有責任盡一切可能充分地過活。
在某次威爾患病期間納森照顧他時，露伊莎留意到威爾先前企圖自殺而傷痕累累的手腕。某次，露伊莎無意中聽到威爾父母的對話，得知他給予父母6個月時間，6個月後他們必須答應帶著他飛往瑞士接受安樂死的安排。威爾拒絕接受依賴別人、身體上的疼痛與沒有任何希望的殘障生活，為的只是恢復原本的自己，然而他也明白這是不可能的事，於是要求父母成全他最後的心願。露伊莎得知後希望能改變他的主意，她暗自下定決心要改變威爾，她安排了各種旅行和探險活動，向威爾表達儘管其肢體不便，可仍然是值得生存。威爾對露伊莎的計劃逐漸變得開懷及更多溝通。露伊莎、威爾及護士納森踏上了一段富有生命意義的冒險之旅，三人參與觀賞賽馬活動，然而中途卻發生了小插曲讓該旅程顯得不完美。儘管如此，露伊莎跟威爾欣賞了莫扎特音樂會。威爾後來決定出席艾莉西亞的婚禮，並邀請露伊莎一同出席。婚禮上，露伊莎與威爾享受著衣著端莊賓客們的注目，而露伊莎從新娘的教母那裡得知，其實威爾曾是最合適艾莉西亞的男孩。
威爾到露伊莎的家出席她的生日會，期間威爾得知露伊莎的父親在一次槓桿收購中失去了工作，而該次收購碰巧是由威爾的一位年輕同事所為。不久後，露伊莎的父親獲得由威爾家族擁有的斯托特福城堡（Stortfold Castle）維修工作部主管一職，露伊莎意識到威爾正試圖協助她向外闖。漸漸地，露伊莎跟威爾彼此產生了強烈的感情，讓派翠克嫉妒萬分，更使他與露伊莎的長期關係裡出現問題，導致二人最終分手。
在一次豪華的毛里求斯小島旅行期間，威爾再次感染肺炎，在納森的幫助下，威爾告訴露伊莎指他仍然打算進行安樂死。他希望露伊莎擁有充實的人生，而非跟他過下半生。在他們的最後一站模里西斯，威爾向露伊莎道出兩人在一起的時間很特別，但他不能忍受坐在輪椅上生活。威爾坦白他的堅持，要求露伊莎陪伴他到瑞士，一起度過最後時光。知道這決定的露伊莎傷心欲絕，每當她想到自己將見證威爾的離開便非常心痛，餘下的旅途中她沒有再和威爾說話。她在抵達倫敦後通知威爾父母旋即離開並乘公車回家。
回到家中，露伊莎的父親說服她去找威爾，可威爾已經出發前往瑞士，於是她決定獨自趕往那裡，跟威爾一起共度他最後的時光。
在威爾去世後幾星期，露伊莎正身處於巴黎，在威爾最喜歡的咖啡店中重讀著威爾留給她的那封信。威爾於信中鼓勵她尋找一家特定的香水店，並留下一筆金錢讓她繼續學業及追隨夢想，最後以「好好活下去」作結。

## 演員
| 演員            | 角色                             |
| 艾米莉亞·克拉克 | 露伊莎·克拉克 Louisa Clark       |
| 山姆·克萊弗林   | 威爾·崔納 William Traynor        |
| 珍娜·科爾曼     | 卡崔娜·克拉克 Katrina Clark      |
| 查爾斯·丹斯     | 史蒂芬·崔納 Steven Traynor       |
| 珍妮特·麥提爾   | 卡蜜拉·崔納 Camilla Traynor      |
| 馬修·路易斯     | 帕翠克 Patrick                   |
| 布蘭登·柯伊爾   | 伯納·克拉克 Bernard Clark        |
| 凡妮莎·寇比     | 艾莉西亞·杜瓦 Alicia Dewar       |
| 班·洛伊德-休斯  | 魯伯特·費許威特 Rupert Freshwell |
| 史提夫·皮科克   | 納森 Nathan                      |
| 薩曼莎·斯畢洛   | 喬絲·克拉克 Josie Clark          |
| 喬安娜·拉姆利   | 瑪莉·羅林森 Mary Rawlinson       |

## 製片過程
2014年4月2號，宣布西亞·夏拉克將會執導這部電影。2014年9月2日，艾美莉·克拉克和山姆·克拉弗林出演電影。2015年3月24日，史提夫·皮科克加入演出。2015年4月2日，珍娜·科爾曼和查尔斯·丹斯加入演出 。2015年4月9日，詹妮特·麥克蒂爾加入演出。2015年4月10日，布蘭登·柯伊爾，馬修·路易斯，薩曼莎·斯皮羅，凡妮莎·寇比和本·勞埃德·休斯加入演出。

### 電影拍攝
電影主要的拍攝時間從2015年4月開始，並於2015年6月26日結束。這部電影的拍攝地點有彭布羅克郡、威爾斯、馬略卡島、西班牙以及模里西斯。

## 發行
2014年7月，宣布電影將於2015年8月21日上映。2015年5月，上映日延至2016年6月3日，而2015年11月時，日期又提前改為2016年3月4日。2016年1月再次推遲電影上映時間到2016年6月3日。

## 迴響

### 票房
我就要你好好的在北美的票房為5,624萬美元，在其他國家則高達1.52億美元，票房總收入為2.08億美金，而電影預算則是2,000萬美金。
在北美地區，於2016年6月3日同日上映的電影除了我就要你好好的外，還有《流行巨星：永不停歇》以及《忍者龜：破影而出》一同競爭。《我就要你好好的》在首映周末預計能於2,704間影院開出1,500萬美金的票房，而在星期四晚上的試映共得了140萬美金票房，首映當天票房則是780萬美金。這部電影在首映周末票房排行榜上排名第三，票房總額為1,830萬美金，僅次於《忍者龜：破影而出》（3,530萬美金）與《X戰警：天啟》（2,230萬美金）。
台灣方面，首週三天票房為新台幣2400萬元；次週票房累計至新台幣6900萬元；第三週票房累計至新台幣1.04億元；最終全台票房為新台幣1.33億元。

### 評價
我就要你好好的這部電影的評價有好有壞。這部電影在爛番茄影評網上的評分為56%，共有171則評論，平均評分為5.53/10。該網站的核心評論是：「我就要你好好的這部電影因艾米莉亞·克拉克和山姆·克萊弗林之間動人的情愫吸引了觀眾，但卻不足以彌補對敏感議題不得體的處理。」而在Metacritic評分網上，這部電影在100分中拿到了51分的成績，共有36則評論，普遍表示褒貶不一。 CinemaScore對觀眾們做的民意調查中顯示這部電影在A+到F的等級中得到A等。

### 獲獎
| 獎項               | 類別                    | 獲獎者                       | 結果 | 參考來源 |
| ------------------ | ----------------------- | ---------------------------- | ---- | -------- |
| 第43屆人民選擇獎   | Favorite Dramatic Movie | 《我就要你好好的》           | 獲獎 | [ 29 ]   |
| 2016年青少年選擇獎 | Choice Movie: Liplock   | 艾美莉·克拉克和山姆·克拉弗林 | 提名 | [ 30 ]   |

## 爭議
這部電影已遭受許多身心障礙權益運動的反彈，因他們認為電影中隱藏了一個訊息，殘疾人是家人和照顧者的包袱，並宣稱此電影倡導與其讓他們成為負擔，不如提早結束自己生命。他們認為電影鼓吹身心障礙者自殺，使他們的親人可以「活得沒有負擔」。#MeBeforeEuthanasia這項抵制電影的活動由英國殘疾名人Liz Carr, Penny Pepper，和Cherylee Houston，以及來自Not Dead Yet在美國的活動家Dominick Evans和Emily Ladau所領導。美國的抗議活動發生在洛杉磯，紐約市，波士頓，科羅拉多州和德克薩斯州，亞特蘭大，巴爾的摩，康涅狄格州，羅切斯特，舊金山和全國各地。這部電影在澳大利亞也受到嚴重抗議。

## 外部連結
- 互联网电影数据库（IMDb）上《我就要你好好的》的资料（英文）
- AllMovie上《我就要你好好的》的资料（英文）
- Box Office Mojo上《我就要你好好的》的資料（英文）
- 爛番茄上《我就要你好好的》的資料（英文）
- Metacritic上《我就要你好好的》的資料（英文）
- 開眼電影網上《我就要你好好的》的資料（繁體中文）
- 时光网上《遇见你之前》的資料（简体中文）
- 豆瓣电影上《遇见你之前》的資料 （简体中文）